# Llista de topònims de Santa Bàrbara
Llista de topònims (noms propis de lloc) del municipi de Santa Bàrbara, al Montsià
Informació actualitzada per un bot. Els canvis manuals es perdran quan s'actualitzi!

## cabana
| imatge | Nom                     | Ubicat a      | instància de | Detalls | coordenades                                                          | Protecció | Commons (més fotos) | Dades a WD                    |
| ------ | ----------------------- | ------------- | ------------ | ------- | -------------------------------------------------------------------- | --------- | ------------------- | ----------------------------- |
|        | caseta d'Antònio Ferrer | Santa Bàrbara | cabana       |         | 40° 43′ 36″ N, 0° 28′ 11″ E / 40.726710359622°N,0.4696756896382°E    |           |                     | Modifica les dades a Wikidata |
|        | corral de Guillén       | Santa Bàrbara | cabana       |         | 40° 42′ 54″ N, 0° 28′ 37″ E / 40.7151272111266°N,0.476994153817223°E |           |                     | Modifica les dades a Wikidata |

## casa
| imatge | Nom                      | Ubicat a      | instància de | Detalls                        | coordenades                                                                       | Protecció                                  | Commons (més fotos) | Dades a WD                    |
| ------ | ------------------------ | ------------- | ------------ | ------------------------------ | --------------------------------------------------------------------------------- | ------------------------------------------ | ------------------- | ----------------------------- |
|        | Casa al carrer Major, 3  | Santa Bàrbara | casa         | Estil: arquitectura modernista | ca:Carrer Major, 3                                                                |                                            |                     | Modifica les dades a Wikidata |
|        | casa Federico Espuny     | Santa Bàrbara | casa         | Estil: noucentisme             | 40° 42′ 53″ N, 0° 29′ 38″ E / 40.7148°N,0.493994°E ca:Major, 59 / Corts Catalanes | bé integrant del patrimoni cultural català |                     | Modifica les dades a Wikidata |
|        | les Quatres Cases Vallès | Santa Bàrbara | casa         | Estil: arquitectura popular    | 40° 42′ 52″ N, 0° 29′ 29″ E / 40.714402°N,0.491356°E                              | bé integrant del patrimoni cultural català |                     | Modifica les dades a Wikidata |

## edifici
| imatge | Nom                               | Ubicat a      | instància de | Detalls                     | coordenades                                        | Protecció                                  | Commons (més fotos) | Dades a WD                    |
| ------ | --------------------------------- | ------------- | ------------ | --------------------------- | -------------------------------------------------- | ------------------------------------------ | ------------------- | ----------------------------- |
|        | Antic escorxador de Santa Bàrbara | Santa Bàrbara | edifici      | Estil: noucentisme          | 40° 43′ 03″ N, 0° 29′ 46″ E / 40.7176°N,0.496072°E | bé integrant del patrimoni cultural català |                     | Modifica les dades a Wikidata |
|        | Cooperativa Agrícola Sant Gregori | Santa Bàrbara | edifici      | Estil: arquitectura popular | 40° 42′ 50″ N, 0° 29′ 23″ E / 40.714°N,0.489682°E  | bé integrant del patrimoni cultural català |                     | Modifica les dades a Wikidata |
|        | Llars de Campana                  | Santa Bàrbara | edifici      | Estil: arquitectura popular |                                                    | bé integrant del patrimoni cultural català |                     | Modifica les dades a Wikidata |
|        | Societat Agrària de Transformació | Santa Bàrbara | edifici      | Estil: arquitectura popular | 40° 43′ 03″ N, 0° 30′ 05″ E / 40.7175°N,0.501448°E | bé integrant del patrimoni cultural català |                     | Modifica les dades a Wikidata |

## granja
| imatge | Nom                    | Ubicat a      | instància de | Detalls | coordenades                                                          | Protecció | Commons (més fotos) | Dades a WD                    |
| ------ | ---------------------- | ------------- | ------------ | ------- | -------------------------------------------------------------------- | --------- | ------------------- | ----------------------------- |
|        | Granges Segarra        | Santa Bàrbara | granja       |         | 40° 43′ 59″ N, 0° 31′ 02″ E / 40.7329711182533°N,0.517277916180714°E |           |                     | Modifica les dades a Wikidata |
|        | Granja de Josep Pastor | Santa Bàrbara | granja       |         | 40° 42′ 59″ N, 0° 28′ 41″ E / 40.7162916697111°N,0.477932722810498°E |           |                     | Modifica les dades a Wikidata |

## masia
| imatge | Nom                        | Ubicat a      | instància de | Detalls                     | coordenades                                                                          | Protecció                                  | Commons (més fotos) | Dades a WD                    |
| ------ | -------------------------- | ------------- | ------------ | --------------------------- | ------------------------------------------------------------------------------------ | ------------------------------------------ | ------------------- | ----------------------------- |
|        | Casa de Marranya           | Santa Bàrbara | masia        |                             | 40° 43′ 53″ N, 0° 27′ 57″ E / 40.7313683022067°N,0.465936899727543°E                 |                                            |                     | Modifica les dades a Wikidata |
|        | Casa del Lluneta           | Santa Bàrbara | masia        |                             | 40° 42′ 26″ N, 0° 28′ 35″ E / 40.7072138294192°N,0.476357940749471°E                 |                                            |                     | Modifica les dades a Wikidata |
|        | Casa del Suís              | Santa Bàrbara | masia        |                             | 40° 42′ 17″ N, 0° 28′ 24″ E / 40.7047409560231°N,0.473255628152699°E                 |                                            |                     | Modifica les dades a Wikidata |
|        | Caseta de Gabriel Montllau | Santa Bàrbara | masia        |                             | 40° 42′ 53″ N, 0° 27′ 51″ E / 40.7147306519433°N,0.464248037421835°E                 |                                            |                     | Modifica les dades a Wikidata |
|        | Caseta de Guadalupe Farnós | Santa Bàrbara | masia        |                             | 40° 43′ 30″ N, 0° 27′ 51″ E / 40.7250488849823°N,0.464057475840817°E                 |                                            |                     | Modifica les dades a Wikidata |
|        | Caseta de Mans de Plata    | Santa Bàrbara | masia        |                             | 40° 42′ 39″ N, 0° 26′ 29″ E / 40.7108287605054°N,0.441325778405011°E                 |                                            |                     | Modifica les dades a Wikidata |
|        | Caseta del Retxut          | Santa Bàrbara | masia        |                             | 40° 42′ 11″ N, 0° 28′ 24″ E / 40.7031016746722°N,0.473258439266548°E                 |                                            |                     | Modifica les dades a Wikidata |
|        | Caseta del Sant            | Santa Bàrbara | masia        |                             | 40° 43′ 14″ N, 0° 26′ 36″ E / 40.7204733045645°N,0.443252983473699°E                 |                                            |                     | Modifica les dades a Wikidata |
|        | Casetes de Josep Bartomeu  | Santa Bàrbara | masia        |                             | 40° 43′ 13″ N, 0° 26′ 12″ E / 40.7201918327705°N,0.436657777517076°E                 |                                            |                     | Modifica les dades a Wikidata |
|        | Mas Nou                    | Santa Bàrbara | masia        |                             | 40° 44′ 00″ N, 0° 31′ 12″ E / 40.7332°N,0.519889°E 45 msnm                           |                                            |                     | Modifica les dades a Wikidata |
|        | Mas de Cincfores           | Santa Bàrbara | masia        |                             | 40° 42′ 19″ N, 0° 30′ 04″ E / 40.7051508461802°N,0.50117326193894°E                  |                                            |                     | Modifica les dades a Wikidata |
|        | Mas de Foguet              | Santa Bàrbara | masia        |                             | 40° 42′ 17″ N, 0° 29′ 43″ E / 40.7048169010124°N,0.495326916233063°E 77 msnm         |                                            |                     | Modifica les dades a Wikidata |
|        | Mas de Gironet             | Santa Bàrbara | masia        | Estat: ruïnós               | 40° 42′ 26″ N, 0° 29′ 05″ E / 40.707221121437°N,0.4846175541787°E 88 msnm            |                                            |                     | Modifica les dades a Wikidata |
|        | Mas de Hierro              | Santa Bàrbara | masia        |                             | 40° 42′ 33″ N, 0° 29′ 39″ E / 40.7091359301624°N,0.49428907293905°E                  |                                            |                     | Modifica les dades a Wikidata |
|        | Mas de Lledoneres          | Santa Bàrbara | masia        |                             | 40° 43′ 10″ N, 0° 29′ 46″ E / 40.7194411984183°N,0.495986047178301°E                 |                                            |                     | Modifica les dades a Wikidata |
|        | Mas de Maravilles          | Santa Bàrbara | masia        |                             | 40° 42′ 37″ N, 0° 28′ 52″ E / 40.7103111442856°N,0.481247977044275°E                 |                                            |                     | Modifica les dades a Wikidata |
|        | Mas de Nel                 | Santa Bàrbara | masia        |                             | 40° 42′ 58″ N, 0° 30′ 14″ E / 40.7160663966012°N,0.504020379599147°E                 |                                            |                     | Modifica les dades a Wikidata |
|        | Mas de Picard              | Santa Bàrbara | masia        |                             | 40° 44′ 19″ N, 0° 31′ 09″ E / 40.7386423090623°N,0.519210364477376°E                 |                                            |                     | Modifica les dades a Wikidata |
|        | Mas de Rata                | Santa Bàrbara | masia        | Estil: arquitectura popular | 40° 42′ 47″ N, 0° 29′ 26″ E / 40.713153°N,0.490603°E ca:Pg. de la Generalitat, 21-22 | bé integrant del patrimoni cultural català |                     | Modifica les dades a Wikidata |
|        | Mas de Soquet              | Santa Bàrbara | masia        |                             | 40° 43′ 47″ N, 0° 30′ 35″ E / 40.72975833°N,0.50963056°E 48.5 msnm                   |                                            |                     | Modifica les dades a Wikidata |
|        | Mas del Bosc               | Santa Bàrbara | masia        |                             | 40° 43′ 17″ N, 0° 30′ 59″ E / 40.721287097278°N,0.51637456051333°E                   |                                            |                     | Modifica les dades a Wikidata |
|        | Mas del Corderer           | Santa Bàrbara | masia        |                             | 40° 43′ 29″ N, 0° 30′ 59″ E / 40.72463333°N,0.51642778°E 48.5 msnm                   |                                            |                     | Modifica les dades a Wikidata |
|        | Mas del Gironet            | Santa Bàrbara | masia        | Estil: arquitectura popular | 40° 43′ 14″ N, 0° 30′ 11″ E / 40.7206°N,0.50299°E                                    | bé integrant del patrimoni cultural català |                     | Modifica les dades a Wikidata |
|        | Mas del Paloma             | Santa Bàrbara | masia        |                             | 40° 43′ 22″ N, 0° 30′ 29″ E / 40.7228555752709°N,0.508076104572188°E                 |                                            |                     | Modifica les dades a Wikidata |
|        | Mas del Sant               | Santa Bàrbara | masia        |                             | 40° 43′ 28″ N, 0° 26′ 50″ E / 40.724415210786°N,0.44726793151013°E                   |                                            |                     | Modifica les dades a Wikidata |
|        | Mas del Sol                | Santa Bàrbara | masia        |                             | 40° 43′ 08″ N, 0° 29′ 57″ E / 40.7189938840297°N,0.499033486800971°E                 |                                            |                     | Modifica les dades a Wikidata |
|        | Mas del Tòful              | Santa Bàrbara | masia        |                             | 40° 43′ 05″ N, 0° 30′ 01″ E / 40.7181352066879°N,0.500142936905871°E                 |                                            |                     | Modifica les dades a Wikidata |
|        | Masada                     | Santa Bàrbara | masia        | Estil: arquitectura popular | 40° 42′ 48″ N, 0° 29′ 22″ E / 40.713204°N,0.489403°E                                 | bé integrant del patrimoni cultural català |                     | Modifica les dades a Wikidata |
|        | Masada de Joanet de Pepet  | Santa Bàrbara | masia        | Estil: arquitectura popular |                                                                                      | bé integrant del patrimoni cultural català |                     | Modifica les dades a Wikidata |
|        | Masada de Martí            | Santa Bàrbara | masia        | Estil: arquitectura popular | 40° 42′ 44″ N, 0° 30′ 07″ E / 40.712168°N,0.501877°E                                 | bé integrant del patrimoni cultural català |                     | Modifica les dades a Wikidata |
|        | Masada de Maso de Camps    | Santa Bàrbara | masia        | Estil: arquitectura popular |                                                                                      | bé integrant del patrimoni cultural català |                     | Modifica les dades a Wikidata |
|        | Masada de Rodríguez        | Santa Bàrbara | masia        |                             | 40° 42′ 34″ N, 0° 28′ 37″ E / 40.7094150426769°N,0.476925813566633°E                 |                                            |                     | Modifica les dades a Wikidata |
|        | Masada de l'Alto           | Santa Bàrbara | masia        | Estil: arquitectura popular | 40° 42′ 51″ N, 0° 29′ 27″ E / 40.7141°N,0.490833°E ca:Plaça de l'Alto / Aire         | bé integrant del patrimoni cultural català |                     | Modifica les dades a Wikidata |
|        | Masia Borda                | Santa Bàrbara | masia        |                             | 40° 42′ 50″ N, 0° 29′ 50″ E / 40.7138387445675°N,0.497237795845506°E                 |                                            |                     | Modifica les dades a Wikidata |
|        | Masia Camps                | Santa Bàrbara | masia        |                             | 40° 42′ 43″ N, 0° 29′ 34″ E / 40.7120154537613°N,0.492914470799749°E                 |                                            |                     | Modifica les dades a Wikidata |
|        | Masia Llaçat               | Santa Bàrbara | masia        |                             | 40° 42′ 48″ N, 0° 29′ 56″ E / 40.7133446772388°N,0.4989609141707°E                   |                                            |                     | Modifica les dades a Wikidata |
|        | Masia de Peret             | Santa Bàrbara | masia        |                             | 40° 43′ 13″ N, 0° 29′ 50″ E / 40.7203876977123°N,0.497264662663433°E                 |                                            |                     | Modifica les dades a Wikidata |
|        | Masia de Piquer            | Santa Bàrbara | masia        |                             | 40° 43′ 06″ N, 0° 30′ 11″ E / 40.7182627627261°N,0.503121444312543°E                 |                                            |                     | Modifica les dades a Wikidata |
|        | Trulls del Delme           | Santa Bàrbara | masia        |                             | 40° 44′ 15″ N, 0° 27′ 18″ E / 40.7374848558064°N,0.454916806011962°E                 |                                            |                     | Modifica les dades a Wikidata |

## Misc
| imatge | Nom                                 | Ubicat a                                                       | instància de                                   | Detalls                                          | coordenades | Protecció                                  | Commons (més fotos)            | Dades a WD                    |
| ------ | ----------------------------------- | -------------------------------------------------------------- | ---------------------------------------------- | ------------------------------------------------ | --- | ------------------------------------------ | ------------------------------ | ----------------------------- |
|        | Ajuntament de Santa Bàrbara         | Santa Bàrbara                                                  | casa consistorial                              | Estil: arquitectura modernista                   | 40° 42′ 52″ N, 0° 29′ 34″ E / 40.7144°N,0.492834°E                                                                   | bé cultural d'interès local                |                                | Modifica les dades a Wikidata |
|        | Antic Pont del Ferrocarril          | Santa Bàrbara                                                  | pont                                           |                                                  | 40° 43′ 00″ N, 0° 30′ 20″ E / 40.716794°N,0.505436°E ca:Rotonda a la crtra. d'Amposta                                | bé integrant del patrimoni cultural català |                                | Modifica les dades a Wikidata |
|        | Fàbrica de la Sansa                 | Santa Bàrbara                                                  | fàbrica                                        | Estil: arquitectura popular                      | 40° 43′ 16″ N, 0° 30′ 08″ E / 40.7212°N,0.502139°E ca:Crtra. Santa Bàrbara-Tortosa                                   | bé integrant del patrimoni cultural català |                                | Modifica les dades a Wikidata |
|        | Polígon industrial Barranc de Lledó | Santa Bàrbara                                                  | polígon industrial                             |                                                  | 40° 44′ 16″ N, 0° 30′ 07″ E / 40.7377387355661°N,0.501966630991954°E                                                 |                                            |                                | Modifica les dades a Wikidata |
|        | Santa Bàrbara                       | Santa Bàrbara                                                  | entitat singular de població capital municipal | 3819 hab                                         | 40° 42′ 56″ N, 0° 29′ 35″ E / 40.71542°N,0.49292°E 72 msnm                                                           |                                            |                                | Modifica les dades a Wikidata |
|        | Santa Bárbara                       | Santa Bàrbara                                                  | vèrtex geodèsic                                |                                                  | 40° 42′ 53″ N, 0° 29′ 34″ E / 40.714619°N,0.492872°E 105.532 msnm                                                    |                                            |                                | Modifica les dades a Wikidata |
|        | barranc de la Galera                | Roquetes Mas de Barberans la Galera Godall Masdenverge Tortosa | curs d'aigua                                   | Desemboca: Ebre                                  | 40° 46′ 20″ N, 0° 17′ 18″ E / 40.772219°N,0.288423°E 40° 45′ 17″ N, 0° 32′ 41″ E / 40.754681°N,0.544711°E            |                                            |                                | Modifica les dades a Wikidata |
|        | església de Santa Bàrbara           | Santa Bàrbara                                                  | església                                       | Estil: modernisme català arquitectura modernista | 40° 42′ 53″ N, 0° 29′ 34″ E / 40.7147°N,0.492803°E ca:Plaça Alcalde Cid i Cid                                        | bé cultural d'interès local                |                                | Modifica les dades a Wikidata |
|        | molí de Vallès                      | Santa Bàrbara                                                  | molí Ús: trull                                 | Estil: arquitectura popular 19th century         | 40° 43′ 14″ N, 0° 27′ 12″ E / 40.7205°N,0.453258°E ca:Ctra. T-1025 de Sta. Bàrbara a Mas de Barberans, km 3 133 msnm | bé integrant del patrimoni cultural català | Molí de Vallès (Santa Bàrbara) | Modifica les dades a Wikidata |